# 若園出入口
若園出入口（わかぞのでいりぐち）は、福岡県北九州市小倉南区にある北九州高速道路1号線のインターチェンジ。
下到津方面にのみ接続するハーフインターチェンジである。

## 道路
- 北九州高速1号線(103)

## 料金所

### 紫川・大手町方面
- ブース数：2
  - ETC専用：1
  - 一般：1

## 接続道路
- 国道322号

## 周辺
- 陸上自衛隊小倉駐屯地
- 小倉南区役所
- 小倉南区保健福祉センター
- 福岡県警察小倉南警察署
- 北九州市立大学北方キャンパス
- 北九州国道工事事務所
- 福岡県立北九州高等学校
- 北九州市立小倉南特別支援学校
- 北九州市立小倉総合特別支援学校
- 北九州市立総合療育センター
- 国立病院機構小倉医療センター
- 北九州医療刑務所

## 隣
北九州高速1号線
(101)長野出入口 - (102)横代出入口 - (103)若園出入口 - (104)北方出入口 - (105)篠崎南出入口